# Okręg Chaumont
Okręg Chaumont (fr. Arrondissement de Chaumont) – okręg w północno-wschodniej Francji. Populacja wynosi 69 200.

## Podział administracyjny
W skład okręgu wchodzą następujące kantony:
- Andelot-Blancheville,
- Arc-en-Barrois,
- Bourmont,
- Châteauvillain,
- Chaumont-Nord,
- Chaumont-Sud,
- Clefmont,
- Juzennecourt,
- Nogent,
- Saint-Blin,
- Vignory.